# 坍塌搜救專隊訓練場

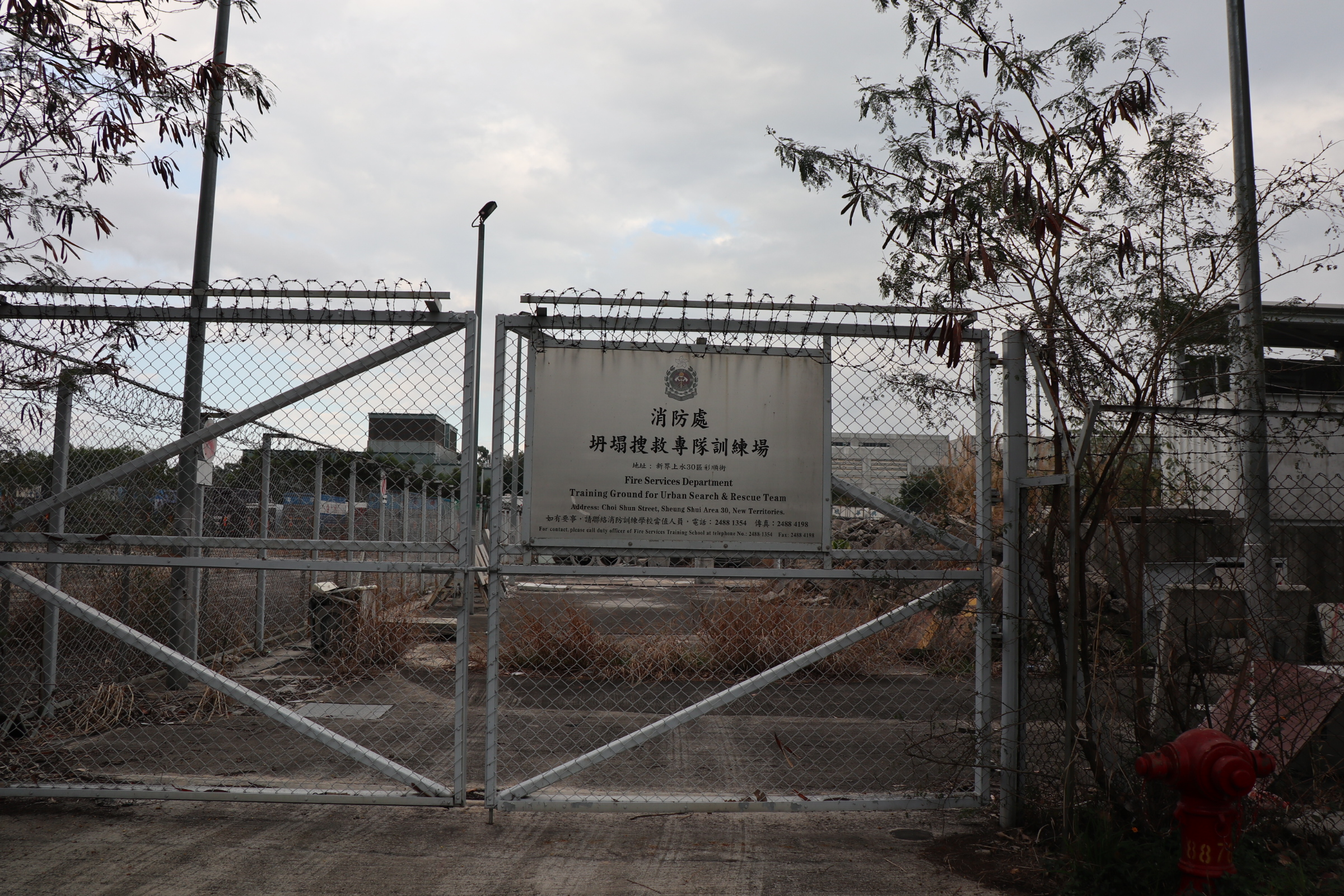
坍塌搜救專隊訓練場

消防處坍塌搜救專隊訓練場（英語：Fire Services Department Training Ground for Urban Search & Rescue Team）為香港消防處坍塌搜救專隊的訓練基地，位於香港新界上水彩順街近落馬洲支線上水通風大樓，耗資500萬港元建造，於2011年9月15日啟用，面積達2,770平方米。坍塌搜救專隊訓練場模擬不同種類的建築物在受到災害後的環境，可以訓練人員在狹窄、坍塌及密閉場地中熟練使用爆破、搜索及拯救等工具，進行城市搜索及拯救等進階密集式的訓練。消防及救護學院於2016年3月竣工後，坍塌搜救專隊訓練場已經關閉，交還地政總署（但目前該地仍用作消防處臨時物料倉）。

## 設施
坍塌搜救專隊訓練場的建造參考過世界級的消防學校的專門訓練場館，坍塌搜救專隊訓練場被劃分為13個以不同顏色識別的區域，每個區域均建有單層或多層的建築物，布置了模擬的各類坍塌場景，包括學校、辦公室、工廠、車場及有坍塌危險的混凝土牆面等等。區域之間以長約75米的迂迴管道連接著，形成一個迷宮。管道內外會因應不同模擬的情況，而放置了種類不同及多少不同的雜物，用以訓練人員在狹窄環境中前進，及穩固隨時倒塌瓦礫的能力，同時提升人員在各種複雜的坍塌現場中進行城市搜索及拯救的能力以及效率。此外，坍塌搜救專隊訓練場有一幢高3高層的樓宇，讓人員練習高角度拯救。

## 相關參見
- 西九龍救援訓練中心
- 消防訓練學校
- 消防及救護學院